# Bund der Militär- und Polizeischützen
Der Bund der Militär- und Polizeischützen e. V. (BDMP) wurde als Schießsportverein am 11. August 1979 in Paderborn gegründet.

## Geschichte
Ursprünglich setzten sich die Mitglieder des BDMP e. V. in der Hauptsache aus aktiven Soldaten und Reservisten der Bundeswehr, Polizei- und Bundesgrenzschutz-Beamten sowie Angehörigen von Zoll- und Justizbehörden zusammen, die aus beruflichen Gründen ständigen Umgang mit der Waffe pflegten. Sportschützen außerhalb des genannten Personenkreises wurden anfänglich nur in den BDMP e. V. aufgenommen, wenn sie zwei Fürsprecher aus dem oben genannten Personenkreis, die nicht zwangsläufig auch dem BDMP e. V. angehören mussten, hatten.
Nach Inkrafttreten des neuen Waffengesetzes erhielt der BDMP e. V. im Oktober 2003 seine Anerkennung als Schießsportverband gemäß §15 WaffG und die Genehmigung zur Sportordnung. Der BDMP e. V. hat ca. 34.000 Mitglieder (Stand 2020).

## Aufbau
Organisatorisch ist der BDMP e. V. in einzelne Landesverbände gegliedert. Die Sportler sind aber im Gegensatz zu anderen Verbänden direkte Verbandsmitglieder des BDMP e. V. und benötigen somit keine gesonderte Vereinsmitgliedschaft z. B. in einem Schützenverein. Die meisten Mitglieder des BDMP e. V. finden sich in sogenannten Schießsportleistungsgruppen (SLGn) zusammen, die sich oft aus der beruflichen Arbeit mit der Waffe oder aber aus der Zugehörigkeit zu einem weiteren Schießsportverein ergeben. Es gibt im BDMP e. V. jedoch auch viele Einzelmitglieder, die keiner SLG angehören. Die Kommunikation zwischen Verband und den SLGn, respektive zu den nicht in SLGn organisierten Mitgliedern erfolgt in der Hauptsache über die Verbandszeitschrift „V0“, in der alle relevanten Informationen zu Disziplinen, nationalen und internationalen Wettkämpfen, Ergebnissen etc. veröffentlicht werden.
Doch auch das Internet wird vom Bundesverband BDMP e. V., seinen Landesverbänden und seinen SLGn
intensiv für die Kommunikation genutzt.

## Kooperation
Der BDMP ist Mitglied in den folgenden Vereinen und Verbänden:
- Bundesverband zivile Legalwaffen, bis März 2024 Forum Waffenrecht e. V. (Deutschland)
- Pro Tell (Schweiz)
- Deutsche Versuchs- und Prüfanstalt für Jagd- und Sportwaffen (DEVA)
- WFSA – World Forum on the Future of Sport Shooting Activities
- ICFRA – International Confederation of Fullbore Rifle Associations
- WA 1500 – World Association PPC 1500
- NRA – National Rifle Association (Vereinigte Staaten)
- NRA of Great Britain – National Rifle Association (Vereinigtes Königreich)

## Internationale Wettkämpfe
Der Verband stellt die deutschen Mannschaften für:
- Annual Imperial Meeting (Vereinigtes Königreich)
- European Team Championships
- „F“-Class World Championships
- Palma Match
- World Long Range Individual Championships
- World Championships PPC 1500
- World Championships Bianchi Cup
- World Police & Fire Games

## Disziplinen
- Kurzwaffen-Disziplinen
  - Dienstpistole 1 (DP 1)
  - Dienstpistole 2 (DP 2)
  - Dienstpistole 3 (DP 3)
  - Police Pistol 1 (PP 1)
  - Police Pistol 2 (PP 2)
  - Super Magnum (SM)
  - Police Pistol 3 (Carry Gun)
  - Police Pistol 4 (Pocket Pistol)
  - NPA Service Pistol (NPA)
  - BDMP 1500
  - Single Action Revolver 1 (SAR 1)
  - Single Action Revolver 2 (SAR 2)
  - Dienstrevolver 1 (DR 1)
  - Sportpistole (SP)
  - Bianchi Cup (BC)
  - Dynamisches Kleinkaliberschießen (DKS 1)
  - Kleinkaliber Kurzwaffe (KK-Pist./Rev.)
  - Europäischer Präzisions Parcours (EPP)
- Langwaffen-Disziplinen
  - Standardgewehr 1 (SG 1)
  - Standardgewehr 2 (SG 2)
  - Long Range – Target Rifle (LR)
  - CISM-Standardgewehr (CISM)
  - Dienstgewehr 1 (DG 1)
  - Dienstgewehr 2 (DG 2)
  - National Rifle Match – A (DG 3)
  - National Rifle Match – B (DG 4)
  - . 30 M1 Carbine
  - . 30 M1 Carbine „1500“
  - Zielfernrohrgewehr 1 (ZG 1)
  - Zielfernrohrgewehr 2 (ZG 2)
  - Zielfernrohrgewehr 3 (ZG 3)
  - Zielfernrohrgewehr 4 (ZG 4)
  - Zielfernrohrgewehr 5
  - Zielfernrohrgewehr 6
  - Lever Action Rifle 1 (LAR 1)
  - Lever Action Rifle 2 (LAR 2)
  - Repetierflinte 1 (RF 1) und Selbstladeflinte 1 (SF 1)
  - Repetierflinte 2 (RF 2) und Selbstladeflinte 2 (SF 2)
  - Repetierflinte 3 (RF 3) und Selbstladeflinte 3 (SF 3)
  - Doppelflinte (DF)
  - Freigewehr (FG 1)
  - Dynamisches Kleinkaliberschießen (DKS 2)
  - „F“-Class Competition Rifle (FC)
  - Skeet
- Schwarzpulver-Disziplinen
  - Perkussions-Vorderlader-DG 1 (PVDG 1)
  - Perkussions-Hinterlader-DG 1 (PHDG 1)
  - Steinschloss-Dienstgewehr 1 (SDG 1)
  - Perkussions-Freigewehr 1 (PFG 1)
  - Perkussions-Freigewehr 2 (PFG 2)
  - LR Schwarzpulvergewehr 1 (LRSPG 1)
  - Schwarzpulverpatronen-DG 1 (SPPDG 1)
  - Vorderlader-Dienstrevolver 1 (VDR 1)
  - Vorderlader-Dienstrevolver 2 (VDR 2)
  - Vorderlader-Pistole 1 (VP 1)
  - Schwarzpulverpatronen-DR 1 (SPPDR 1)
  - Steinschloss-Dienstpistole 1 (SDP 1)
  - Steinschloss-Dienstpistole 2 (SDP 2)